# Ruch Radzionków
El Ruch Radzionków es un equipo de fútbol de Polonia que juega en la IV Liga, la quinta división nacional. Ha jugado tres temporadas no consecutivas en la Ekstraklasa.

## Historia
Fue fundado el 14 de agosto de 1919 en la ciudad de Radzionków con el nombre Towarzystwo Gier i Zabaw luego de una reunión de fundación convocada por Rudolf Poloczek, quien también se convirtió en el primer presidente del club. El 28 de mayo de 1920 en la Asamblea General se adoptó la decisión de cambiar el nombre a Towarzystwo Sportowe Ruch Radzionków, y Paweł Stopik se convirtió en presidente. En 1924 en Rojca, Piotr Warzecha, exjugador del Ruch, fundó al Klub Sportowy Powstańców Śląskich, pero después de un año fue absorbido por el club de Radzionków. En 1925 Brunon Fick se convirtió en presidente, quien fue reemplazado por Szczepan Krupa unos meses después, el 10 de enero de 1926. En 1928, esta función fue asumida por Piotr Warzecha, quien permaneció como presidente hasta el estallido de la guerra.

### De la reactivación a la fusión
En 1945 Piotr Warzecha convocó la reunión inaugural para reactivar las actividades del club. Cuatro meses después, Józef Wiśniowski asumió el cargo de presidente. A partir de 1949, el patrocinio del club fue asumido por Kopalnia Węgla Kamiennego Bytom, y el presidente fue Eryk Porąbka, viceministro de minería y energía, gracias a quien el club amplió su actividad en varias secciones y construyó campos de fútbol y balonmano con apoyo arriba de las instalaciones. En la temporada de 1952 los jugadores lograron su primer éxito: después de ascender a la segunda liga, ocuparon el quinto lugar con 20 puntos. Sin embargo, fue una temporada seguida de una reorganización de los juegos de esta categoría y Ruch fue relegado a una liga inferior. En el invierno de 1956 se llevaron a cabo los primeros partidos internacionales en la historia del club: el equipo fue a Checoslovaquia, donde enfrentó al Spartak Nowy Jiczyn, Spartak Kromieryż y FK Banik Karviná. En la temporada de 1957 el Ruch ocupó el primer lugar en la tabla de su grupo de liga, pero no se clasificó para la clase superior porque perdió el torneo de play-off en el que también participaron Legia Krosno, Unia Oświęcim y Włókniarz Pabianice. En 1959 Stefan Basista se convirtió en presidente del club. Los jugadores en el mismo año fueron relegados a la clase A, que en ese momento era el cuarto nivel en la competencia nacional. En la temporada siguiente ganó el campeonato de su grupo y volvió a la 3.ª liga para descender de nuevo en 1961. A principios de 1964, se decidió fusionar a dos clubes de Radzionków, el Ruch y el Górnik en uno solo.

### Después de la fusión
En 1970 se inició la construcción de un nuevo estadio que fue utilizado por el club hasta 2018. Inicialmente el público iba a ser de seis mil, pero durante las obras se decidió elevarlo a diez mil. La construcción se completó en 1973 y el voivoda de Katowice, Jerzy Ziętek, participó en la ceremonia de apertura. En la década de los setenta el equipo rindió en la clase A, terminando temporadas consecutivas al frente de la tabla. En 1985, Paweł Wieczorek se convirtió en presidente del club. El equipo seguía luchando por el ascenso a la tercera liga de fútbol. Esto se hizo en la temporada 1988/89. El entrenador del club era Paweł Bomba, el posterior presidente de Ruch. En la tercera división, tras dos temporadas como un equipo de mitad de la tabla, se convirtió en aspirante al ascenso en la temporada 1991/92, cuando se proclamó subcampeón de su grupo. En la temporada siguiente, sin embargo, el club no descendío a una categoría inferior solo gracias a la quiebra de Zagłębie Sosnowiec. En la temporada 1993/94 Jan Żurek se convirtió en el entrenador, quien trajo a jugadores como Roman Cegiełka, Czesław Wrześniewski, Jan Kłąbek, Tomasz Grosmani y Adam Kompała. Después de la ronda de otoño de la temporada 1995/96, después de dos años jugando en el GKS Katowice, Marian Janoszka regresó al equipo. Con él en la alineación, el equipo ocupó el primer lugar de su grupo y avanzó a la 2.ª liga.

### En las clases superiores
Después de la promoción, el club adquirió a Damian Gala y Tomasz Fornalik del Ruch Chorzów, Rafał Jarosz del Górnik Zabrze y Janusz Kościelny de Polonia Bytom. Estos jugadores se convirtieron en los principales jugadores del equipo, determinando su éxito posterior. En la temporada 1996/97 el Ruch fue sexto en la liga con 52 puntos. Antes de la siguiente temporada se unieron al equipo Andrzej Wróblewski del Raków Częstochowa, Marek Szymiński del KS Cracovia, Robert Sierka de GKS Katowice, Wojciech Myszor del Górnik Lędzina y Krzysztof Kokoszka del Gwarka Zabrze. El Ruch fue segundo en la tabla después de la ronda de otoño. En la edición 1997/98 de la Copa de Polonia, fue eliminado en cuartos de final, perdiendo ante Górnik Zabrze en penales 6:7, el partido terminó con el marcador 1:1 en el tiempo reglamentario. En la ronda de primavera, el equipo perdió un partido, empató cuatro, ganó todos los demás, gracias a lo cual se proclamó campeón de su grupo en la 2.ª liga, logrando una ventaja de ocho puntos sobre el segundo en la tabla el Aluminium Konin. Tras el ascenso, el contrato con el club fue firmado por Józef Żymańczyk, Grzegorz Bonk y Wojciech Grzyb. El equipo debutó en la nueva temporada contra el Widzew Łódź, que causó sensación al ganar 5-0. Sin embargo, no fue la excepción, pues más adelante en el torneo los jugadores que jugaron en su estadio, entre otros, derrotaron al entonces campeón polaco - ŁKS por 4:0, empataron 1-1 con el futuro campeón Wisła Kraków y derrotaron al Lech Poznań en la última jornada de la temporada por 4:1, cuando Lech podría convertirse en el subcampeón polaco si ganaba. El equipo en su primera temporada en la liga ocupó el sexto lugar, convirtiéndose en el mejor entre los clubes de Silesia.

### Problemas financieros
Debido a los problemas económicos en los que se encuentra el Ruch Radzionków desde hace mucho tiempo, la junta directiva decidió retirar al club de los primeros partidos de liga de la temporada 2012/13. El lugar de Ruch en la parte trasera de la liga fue ocupado por el Polonia Bytom, que así evitó el descenso a la segunda liga. Las autoridades de "Sidra" decidieron que se mantendría la actividad, pero que se realizaría de forma amateur. El equipo quedó relegado a la IV liga. El estadio Ruch fue subastado y en 2018 el club tuvo que trasladar el recinto fuera del estadio histórico.

## Palmarés
- I Liga: 2

1997/98, 2009/10
- II Liga: 1

1995/96
- IV Liga: 2

2014/15, 2017/18

## Galería

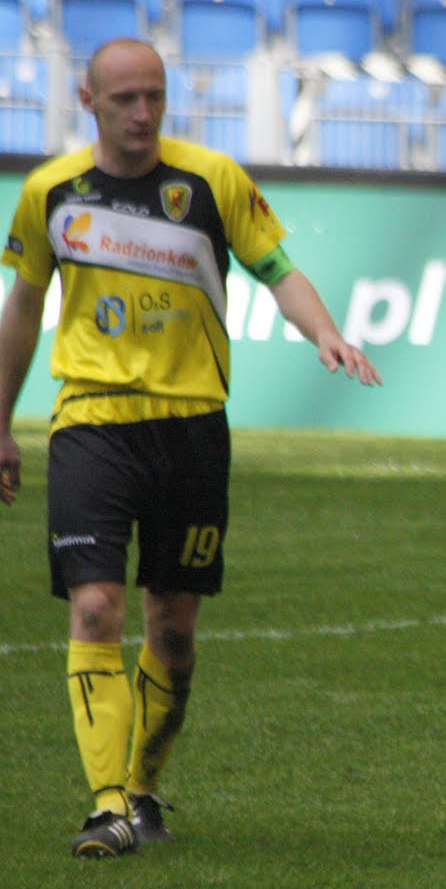
Marcin Dziewulski con el Ruch Radzionków en 2012.